# وسنا پارون
وسنا پارون (انگلیسی: Vesna Parun;تلفظ در کرواتی: [v̞ê̞sna pâru:n]; ۱۰ آوریل ۱۹۲۲ – ۲۵ اکتبر ۲۰۱۰) شاعر، نویسنده و مترجم اهل کرواسی بود که به‌عنوان یکی از مهم‌ترین شاعران قرن بیستم در ادبیات کروات شناخته می‌شود. او نخستین مجموعه شعر خود را در سال ۱۹۴۷ منتشر کرد و در طول زندگی‌اش بیش از ۶۰ کتاب در قالب شعر، نثر و آثار کودکانه نوشت. سبک او سرشار از احساسات عمیق، نمادگرایی و توجه به طبیعت، عشق و مسائل اجتماعی بود.
پارون همچنین مترجمی برجسته بود و آثار نویسندگان بزرگی از زبان‌های مختلف را به کرواتی ترجمه کرد. او به دلیل نقدهای اجتماعی و دیدگاه‌های نوآورانه‌اش در دوران حکومت یوگسلاوی، با محدودیت‌هایی روبه‌رو شد اما همچنان به نوشتن ادامه داد. میراث او همچنان در ادبیات کرواسی زنده است.

## زندگی‌نامه
پس از تحصیل در زلارین، شیبنیک و اسپلیت، وی در دانشکده علوم انسانی و اجتماعی، دانشگاه زاگرب در رشته‌های زبان‌های رومی و فلسفه تحصیل کرد. از سال ۱۹۴۷، او به عنوان یک هنرمند مستقل به نوشتن شعر، جستار، نقد ادبی و ادبیات کودکان پرداخت. وی همچنین آثاری را از زبان اسلوونیایی، زبان آلمانی، زبان فرانسوی و زبان بلغاری ترجمه کرد. اولین مجموعه شعر او، سپیده‌دم‌ها و گردبادها (۱۹۴۷)، تضادی میان طراوت جوانی، عشق و طبیعت از یک‌سو و مرگ و نیروهای ویرانگر جنگ از سوی دیگر را به تصویر می‌کشد. این اثر نقدهای منفی از سوی منتقدان واقع‌گرایی سوسیالیستی دریافت کرد، چراکه آن را «سیاست‌گریزی» و «دکادنس» می‌دانستند، احتمالاً به این دلیل که با گرایش‌های ایدئولوژیک پس از جنگ جهانی دوم در شعر همخوانی نداشت.
از زمان انتشار مجموعه شعر درخت زیتون سیاه (۱۹۵۵)، عشق به عنوان مضمون اصلی آثار او برجسته شد. او به‌طور مداوم به سرودن شعر غنایی عاشقانه پرداخت و از دهه ۱۹۶۰ به بعد، اشعاری با مضامین طنز سیاسی و اروتیسم منتشر کرد. وی بیش از ۲۰ اثر برای کودکان نوشت که مشهورترین و پر اجراترین آن‌ها گربه چنگیزخان و میکی تراسی (۱۹۶۸) بود. او همچنین چندین اثر درام از جمله ماریجا و ملوان (۱۹۶۰) را نوشت.
او اولین زن در کرواسی بود که توانست تنها از طریق نویسندگی امرار معاش کند. وی برخی از کتاب‌های خود را به‌طور مستقل منتشر، چاپ و تصویرگری کرد.

## آثار منتخب
این فهرست شامل آثار برجستهٔ پارون است که در طول چندین دهه به انتشار رسیده‌اند. آثار او طیف وسیعی از سبک‌ها و مضامین را در بر می‌گیرد، از شعر و داستان‌های کوتاه گرفته تا رمان‌های بلند. برخی از آثار او مانند Stid me je umrijeti (شرمسارم از مردن) و Smijeh od smrti jači (خنده‌ای قوی‌تر از مرگ) منعکس‌کنندهٔ تأملات عمیق او دربارهٔ زندگی و مرگ هستند. همچنین، آثاری مانند Konjanik (سوارکار) و Otvorena vrata (درهای باز) نشان‌دهندهٔ نگاهی تاریخی و اجتماعی به فرهنگ و سنت‌های منطقهٔ بالکان هستند. سبک نوشتاری او اغلب شاعرانه، فلسفی و تأثیرگذار توصیف می‌شود.
آثار مهم دیگر پارون شامل:
- وفادار به سمورهای آبی (۱۹۵۷) - Vidrama vjerna
- اردک طلایی (۱۹۵۷) - Patka Zlatka
- تو و هرگز (۱۹۵۹) - Ti i nikad
- سوارکار (۱۹۶۱) - Konjanik
- درهای باز (۱۹۶۸) - Otvorena vrata
- باران نفرین‌شده (۱۹۶۹) - Ukleti dažd
- شرمسارم از مردن (۱۹۷۴) - Stid me je umrijeti
- بازی‌ها پیش از طوفان (۱۹۷۹) - Igre pred oluju
- صدای بال‌ها، صدای آب (۱۹۸۱) - Šum krila, šum vode
- پرش مرگبار (۱۹۸۱) - Salto mortale
- کنار رودخانه کوپه، وقتی گنجشک‌ها جمع می‌شوند (۱۹۸۹) - Pokraj rijeke Kupe kad se vrapci skupe
- موزاییک ناتمام (۱۹۹۰) - Nedovršeni mozaik
- پرندهٔ زمان (۱۹۹۶) - Ptica vremena
- خنده‌ای قوی‌تر از مرگ (۱۹۹۷) - Smijeh od smrti jači
- مغز در کیف (۲۰۰۱) - Mozak u torbi
- دریای آدریاتیک (۲۰۰۱) - More jadransko
- شبی برای شرارت: زندگی من در ۴۰ کیسه (۲۰۰۱) - Noć za pakost: moj život u 40 vreća
- کاش کشتی بودم (۲۰۰۲) - Da sam brod
- اشک‌ها سفر می‌کنند (۲۰۰۲) - Suze putuju

## جوایز
این شاعر برجسته جوایز متعددی برای دستاوردهای ادبی خود دریافت کرده است، از جمله جایزه شاعر سال (۱۹۵۹)، جایزه معتبر ولادیمیر نازور برای یک عمر فعالیت ادبی (۱۹۸۲)، و جایزه تین اویویچ برای مجموعه غزل (۲۰۰۳). همچنین، او در جشنواره‌ها و نشست‌های ادبی مختلف مورد تقدیر قرار گرفته و جوایزی مانند Poeta Oliveatus (1995) و جایزه اروپایی شهرداری ادبی ورشاتس (۲۰۱۰) را دریافت کرده است.
- ۱۹۵۹ – جایزه شاعر سال
- ۱۹۸۲ – جایزه ولادیمیر نازور برای یک عمر دستاورد ادبی[۴]
- ۱۹۹۵ – عنوان Poeta Oliveatus در جشنواره "Croatia rediviva: Ča, Kaj, Što – baštinski dani"
- ۲۰۰۲ – لوح تقدیر Visoka žuta žita در نشست‌های شاعران در Drenovci برای مجموع آثار ادبی و سهم پایدار در ادبیات کرواسی
- ۲۰۰۳ – جایزه تین اویویچ برای مجموعه غزل Suze putuju
- ۲۰۱۰ – جایزه اروپایی – Knjizevna opstina Vrsac (شهرداری ادبی ورشاتس)